# مجموعة سمليكس

مجموعة سيمليكس، التي تأسست عام 1992، تنتج وثائق وأجهزة لتحديد الهوية بشكل آمن وتقدم خدمات مماثلة. وهي مملوكة ومدارة من قبل رجل الأعمال البلجيكي ألبرت كارازيوان. تطبع الشركة جوازات سفر عدة دول أفريقية وآسيوية، بما في ذلك أذربيجان، جزر القمر، جمهورية الكونغو الديمقراطية، غينيا بيساو، مدغشقر، ومولدوفا.
في عام 2019، حصلت سيمليكس على عقد لإنتاج بطاقات الهوية الوطنية في كوت ديفوار. وتفيد سيمليكس بتمويل مشاريع في مجال التعليم، خاصةً في جزر القمر وكوت ديفوار.
كما أن الشركة تواجه تحديات كبيرة تتعلق بالشفافية والمساءلة، حيث أثارت التقارير حول ممارساتها في بعض الدول تساؤلات حول تأثيرها على الحكومات المحلية ومدى ارتباطها بالفساد. ولذلك، تحاول سيمليكس تحسين سمعتها من خلال التعاون مع منظمات دولية لمكافحة الفساد وتعزيز الشفافية في عملياتها.
على الرغم من الانتقادات، تستمر سيمليكس في التوسع في أسواق جديدة، حيث تسعى لتوسيع نطاق خدماتها لتشمل المزيد من الدول والمناطق الجغرافية. تركز الشركة على تطوير تكنولوجيا الهوية الرقمية، مما يمكنها من تقديم حلول مبتكرة تواكب التطورات العالمية في مجال الأمن والخصوصية.
كما أن سيمليكس تعمل على مشاريع تعزز من البنية التحتية للتكنولوجيا في الدول التي تعمل بها، مما يسهم في تعزيز الاقتصاد المحلي وخلق فرص عمل جديدة. تلتزم الشركة بالمشاركة في تطوير المجتمع من خلال دعم التعليم والتدريب المهني في المناطق التي تقدم خدماتها.